# تأصيل (أندرويد)

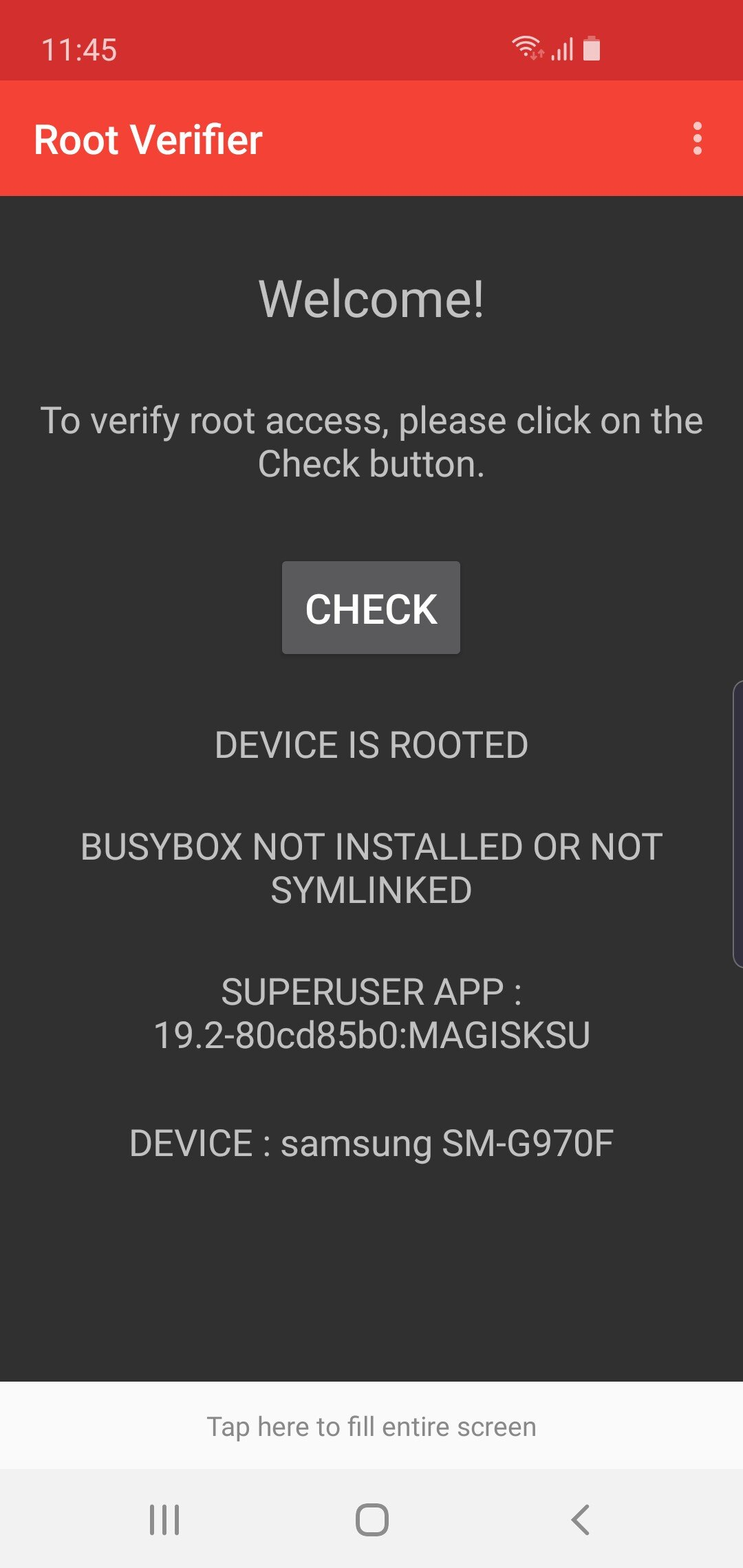
صورة من تطبيق التحقق من الروت في هاتف مروت

التأصيل (بالإنجليزية: Root)‏ وتعرب بالنقل الحرفي إلى روت، هي عملية برمجية تتم في نظام الأندرويد لفتح المجال لبعض التطبيقات التي تحتاج إلى صلاحية الروت للوصول إلى جذر نظام الأندرويد المبني على نواة لينكس بشكل أعمق لتستطيع التغيير أو التعديل عليها، مع إضافة مميزات جديدة على النظام أو الاستفادة من الطبقات البرمجية ذات المستوى القريب جدًا من العتاد أو ما يُعرف بالجذر، وهو ما يسمى بنواة النظام. يُمثل نواة الأندرويد الطبقة بين الدارات الإلكترونية مثل المعالج والذاكرة والشاشة وغيرها، الموجودة في أجهزة الأندرويد ونظام التشغيل أندرويد نفسه، وهو والذي يقوم بالتفسير والترجمة والتواصل بين لغة الآلة واللغة البرمجية، أي الأندرويد ذات الطبقة الأعلى. وعند عملية الروت سوف يتم إضافة تطبيق يُسمى Super User، وهو المسؤول عن إعطاء الصلاحيات للتطبيقات الأخرى، ويقوم بتخزين كافة المعلومات حولها في سجل خاص.

## إيجابيات التأصيل
- الحذف أو التعديل على تطبيقات نظام أندرويد الأساسية.
- تركيب أو تثبيت أنظمة أندرويد مخصصة (رومات معدلة) أو تركيب الريكفري المخصص وهو مختلف عن ريكفري أندرويد الأصلي بميزات أكبر.
- القيام بعمليات النسخ الاحتياطي الكاملة مع معلومات التطبيقات واسترجاعها لاحقًا أو تجميد التطبيقات كما في برنامج تيتانيوم باك آب.
- تعديل في ملفات النظام مثل التعريب أو إضافة مميزات جديدة.
- تغير نمط الملفات.
- تشغيل التطبيقات التي تحتاج إلى صلاحية الروت.
- عند تثبيت الروت ستتوفر لدى المستخدم العديد من الأدوات والتي من شأنها تحسين أداء الجهاز وسرعته وأيضا زيادة سعة البطارية، لأن المطورين الذين يصلون إلى النواة يقومون بإنشاء شفرات تحسين خاصة بالتواصل بين العتاد والنظام من شأنها تحسين أداء الجهاز.[3]
- عند تثبيت الروت يمكن أن يقوم المستخدم بتحديث النطاق الأساسي والذي يقوم بالتحكم في الراديو على هاتف الاندرويد وعند تحديث الراديو والنطاق الأساسي سيكون بإمكانك تحسين موجات الراديو الخاصة بالواي فاي والاتصالات.

## عيوب التأصيل
- تعرض الجهاز للتلف نتيجة تنفيذ تعليمات خاطئة أثناء القيام بعملية الروت.
- فقدان ضمان الشركة الخاصة بالهاتف أو الحاسب اللوحي، إضافة إلى فقدان التحديثات القادمة لنسخة الأندرويد عبر الهواء أو عبر البرامج المرفقة والمساعدة لعمليات التحديث والترقية.
- واحد من أكبر عيوب الروت هي ضعف امن النظام عند تثبيت تطبيقات وأدوات وأنظمة مجهولة المصدر والمطور وغير معروفة في أوساط المستخدمين فاعلم انك في مشكلة حقيقية مع امن هاتفك وبياناتك وصورك وملاحظاتك.[4]

## محتويات الروت
- الروت: أو عمل الروت للجهاز يعني لديك صلاحيات مستخدم متقدم في جهازك والذي يسمح لك بالوصول إلى ملفات النظام والتعديل فيها بدون قيود والحصول على مميزات لا يوفرها النظام في حالته العادية.
- الروم: عبارة عن نسخة معدلة من نظام الاندرويد والتي أحيانا تتضمن مميزات ازيد عن النسخة العادية وأيضا شكل مختلف وتحسينات في العمل والسرعة وأحيانا يكون إصدار اندرويد حديث لجهازك الذي لم تصدره جوجل لك بعد.
- الستوك: يتم ذكر هذا المصطلح للعديد من الأشياء ولكن بم اننا نتكلم على ما هو الروت لهواتف الاندرويد ما نقصد بكلمة Stock Android هو نظام الاندرويد من جوجل الذي لم يخضع لتعديلات البعض يسميها نسخة نظيفة أو صافية بدون تعديلات الشركات الأخرى.
- الكيرنال: تعني المحتويات الخاصة بنظام تشغيل الاندرويد المسؤولة عن الاتصال بين أجزاء الهاردوير بالسوفتوير هناك العديد من أنواع الكيرنال تقريبا لجميع أنواع الهواتف والتي بدورها تزيد من سرعة الهاتف الخاص بك.
- الريكفري: فهو عبارة عن برنامج في الهاتف الخاص بك والذي يسمح لك بعمل نسخة احتياطية، تركيب روت، والوصول إلى مستويات أعمق في نظام تشغيل الاندرويد، الريكفري الذي يأتي مع النظام ذو صلاحيات محدودة لا يقوم بالكثير.[5]

## تركيب الروت
تتوفر ثلاث طرق لعمل «الروت» لأجهزة الأندرويد، وهذا ينطبق على اختلاف كل جهاز عن الآخر، فهناك أجهزة يمكن عمل لها روت بتطبيقات تثبت عليها، ومن أشهر هذه التطبيقات تطبيق KingRoot و KingoRoot و Frameroot وغيرها، ولكن هذه التطبيقات تختلف مستويات جودة عملها عن الأخرى، فالجهاز يمكن أن ينجح معه تثبيت الروت مع واحد من هذه التطبيقات.
والطريقة الأخرى لتثبيت الروت على الجهاز هي عن طريق ربط الجهاز بالكمبيوتر، والسبب أنه توجد بعض الأجهزة لا تقبل تثبيت صلاحية الروت بالطريقة الأولى، والطريقة بعد ربط المحمول بالكمبيوتر عن طريق كابل USB، حينئذ يجب إطفاء الجهاز (الهاتف) ووضعه في وضع استقبال البيانات الخارجية الخاصة بالنظام، وجعله في وضعية تحميل صلاحية الروت، يجب الضغط بشكل موحد على زر الرئيسية وزر الإطفاء وزر تخفيض الصوت، مع العلم أن الجهاز يجب أن يكون متصلا بالكمبيوتر، ثم تفعيل البرنامج على الكمبيوتر لإعطاء الصلاحية للجهاز.
في السنوات الأخيرة، ظهرت طريقة جديدة لترويت أجهزة أندرويد تسمى «روت بدون نظام». يستخدم الروت بدون نظام تقنيات مختلفة للترويت دون تعديل القسم الخاص بالنظام للجهاز. أحد الأمثلة على ذلك Magisk، والذي لديه أيضًا القدرة على إخفاء الوصول إلى الروت من التطبيقات الأخرى التي ترفض العمل، مثل تطبيقات النت الآمن المحمية مثل قوقل باي وبوكيمون غو.